# Lista reprezentacji w piłce nożnej kobiet należących do FIFA
Lista reprezentacji kobiet, które należą do FIFA – najstarszą reprezentacją jest reprezentacja Włoch od 1968 roku, najmłodszą zaś od 2011 roku reprezentacja Albanii. Poniżej znajduje się lista 180 z 209 reprezentacji sklasyfikowanych przez FIFA (53 z UEFA, 10 z CONMEBOL, 35 z CONCACAF).

## A
- Afganistan od 2010 roku
- Albania od 2011 roku
- Algieria
- Andora
- Anglia od 1972 roku
- Angola
- Anguilla od 2004 roku
- Antigua i Barbuda
- Argentyna od 1993 roku
- Armenia od 2003 roku
- Aruba
- Australia od 1979 roku
- Austria od 1990 roku
- Azerbejdżan od 2006 roku

## B
- Bahamy
- Bahrajn od 2007 roku
- Bangladesz
- Barbados
- Belgia od 1976 roku
- Belize
- Benin
- Bermudy
- Bhutan
- Białoruś od 1995 roku
- Boliwia od 1995 roku[1]
- Bośnia i Hercegowina od 1997 roku
- Botswana
- Brazylia od 1986 roku
- Brytyjskie Wyspy Dziewicze
- Bułgaria od 1987 roku
- Burkina Faso

## C
- Chile od 1991 roku[2]
- Chińska Republika Ludowa od 1986 roku
- Chorwacja od 1993 roku
- Curaçao
- Cypr od 2002 roku
- Czarnogóra
- Czechy od 1993 roku

## D
- Dania od 1974 roku
- Demokratyczna Republika Konga / Zair
- Dominika
- Dominikana od 2010 roku

## E
- Egipt
- Ekwador od 1995 roku[1]
- Erytrea
- Estonia od 1994 roku
- Etiopia

## F
- Fidżi
- Filipiny od 1981 roku
- Finlandia od 1973 roku
- Francja od 1971 roku

## G
- Gabon
- Ghana
- Grecja od 1991 roku
- Grenada
- Gruzja od 1997 roku
- Guam
- Gujana
- Gwatemala
- Gwinea
- Gwinea Bissau
- Gwinea Równikowa

## H
- Haiti
- Hiszpania od 1983 roku
- Holandia od 1974 roku
- Honduras
- Hongkong od 1986 roku

## I
- Indie od 1981 roku
- Indonezja od 1986 roku
- Irak od 2010 roku
- Iran od 2005 roku
- Irlandia od 1973 roku
- Irlandia Północna od 1973 roku
- Islandia od 1981 roku
- Izrael od 1977 roku

## J
- Jamajka
- Japonia od 1986 roku
- Jordania od 2005 roku

## K
- Kajmany
- Kamerun
- Kanada
- Katar od 2010 roku
- Kazachstan od 1995 roku
- Kenia
- Kirgistan od 2007 roku
- Kolumbia od 1991 roku[2]
- Komory
- Kongo
- Korea Południowa od 1990 roku
- Korea Północna od 1989 roku
- Kostaryka
- Kuba
- Kuwejt

## L
- Laos od 2007 roku
- Lesotho
- Liban od 2006 roku
- Liberia
- Liechtenstein
- Litwa od 1993 roku
- Luksemburg od 2006 roku

## Ł
- Łotwa od 1993 roku

## M
- Macedonia od 2005 roku
- Malawi
- Malediwy od 2004 roku
- Malezja
- Mali
- Malta od 2003 roku
- Maroko
- Meksyk
- Mjanma / Birma od 1995 roku
- Mołdawia od 1994 roku
- Mozambik

## N
- Namibia
- Nepal od 2010 roku
- Niemcy od 1982 roku
- Nigeria
- Nikaragua
- Norwegia od 1978 roku
- Nowa Kaledonia
- Nowa Zelandia

## P
- Pakistan
- Palestyna od 2005 roku
- Panama
- Papua-Nowa Gwinea
- Paragwaj od 1998 rok
- Peru od 1998 roku[3]
- Polska od 1981 roku
- Południowa Afryka
- Portugalia od 1981 roku
- Portoryko

## R
- Rosja od 1992 roku
- Rumunia od 1990 roku

## S
- Saint Kitts i Nevis
- Saint Lucia
- Saint Vincent i Grenadyny
- Salwador
- Samoa
- Samoa Amerykańskie
- San Marino
- Senegal
- Serbia od 2007 roku
- Sierra Leone
- Singapur
- Słowacja od 1993 roku
- Słowenia od 1993 roku
- Sri Lanka
- Suazi
- Surinam
- Stany Zjednoczone od 1985 roku
- Syria od 2005 roku
- Szkocja od 1972 roku
- Szwajcaria od 1972 roku
- Szwecja od 1974 roku

## T
- Tahiti
- Tajlandia od 1975 roku
- Tajwan / Chińskie Tajpej od 1977 roku
- Tanzania
- Tonga
- Trynidad i Tobago
- Turcja od 1995 roku
- Tunezja
- Turks i Caicos

## U
- Uganda
- Ukraina od 1993 roku
- Urugwaj od 1998 roku[4]
- Uzbekistan

## V
- Vanuatu

## W
- Walia od 1974 roku
- Wenezuela od 1991 roku[2]
- Węgry od 1985 roku
- Wietnam od 1999 roku
- Włochy od 1968 roku
- Wybrzeże Kości Słoniowej
- Wyspy Cooka
- Wyspy Dziewicze Stanów Zjednoczonych
- Wyspy Owcze od 1988 roku
- Wyspy Salomona

## Z
- Zambia
- Zimbabwe
- Zjednoczone Emiraty Arabskie od 2010 roku

## Nie sklasyfikowani przez FIFA
- Arabia Saudyjska
- Brunei Darussalam zespół ten nie zagrał do tej pory żadnego oficjalnego meczu
- Burundi od 2002 roku zespół ten nie posiada dorosłej reprezentacji
- Czad
- Dżibuti od 2006 roku, zagrali tylko jeden mecz
- Gambia
- Jemen
- Kambodża od 2009 roku zespół ten nie posiada dorosłej reprezentacji
- Libia zespół ten nie zagrał do tej pory żadnego oficjalnego meczu
- Madagaskar nie posiada swojej reprezentacji
- Makau zespół ten nie zagrał do tej pory żadnego oficjalnego meczu
- Mauretania
- Mauritius od 2012 roku, zagrali tylko jeden mecz nie uznany przez FIFA
- Mongolia
- Montserrat zespół ten nie zagrał do tej pory żadnego oficjalnego meczu
- Niger od 2007 roku, zagrali tylko dwa mecze nie uznane przez FIFA
- Oman zespół ten nie zagrał do tej pory żadnego oficjalnego meczu
- Republika Środkowoafrykańska od 2006 roku, zagrali tylko trzy uznane przez FIFA mecze ostatni w 2006 roku
- Republika Zielonego Przylądka / Wyspy Zielonego Przylądka
- Rwanda od 2009 roku zespół ten nie posiada dorosłej reprezentacji
- Seszele
- Somalia
- Sudan od 2006 roku, zagrali tylko jeden mecz nie uznany przez FIFA
- Sudan Południowy
- Tadżykistan
- Timor Wschodni zespół ten nie zagrał do tej pory żadnego oficjalnego meczu
- Togo od 2006 roku, zagrali tylko pięć uznanych przez FIFA meczów wszystkie w 2006 roku
- Turkmenistan
- Wyspy Świętego Tomasza i Książęca od 2002 roku, zagrali tylko cztery uznane przez FIFA mecze ostatni w 2006 roku